# Eleição municipal de Santo André em 2024
A eleição municipal da cidade brasileira de Santo André em 2024 teve o seu primeiro turno no dia 6 de outubro desse ano, no qual foram eleitos um prefeito, um vice-prefeito e 27 vereadores que são responsáveis pela administração da cidade paulista no mandato a se iniciar em 1.º de janeiro de 2025 e com término em 31 de dezembro de 2028. O prefeito titular é Paulo Serra, do PSDB, que não pode concorrer à reeleição por estar em seu segundo mandato consecutivo.
No dia 6 de outubro, o candidato Gilvan Ferreira (PSDB), poiado pelo então prefeito Paulo Serra foi eleito no primeiro turno, com 221.410 votos, ou, 60,98% do total de votos válidos.

## Calendário eleitoral
| Início        | Fim           | Atividades | Status    |
| ------------- | ------------- | --- | --------- |
| 7 de março    | 5 de abril    | Janela partidária para vereadores trocarem de partido visando concorrer às eleições sem perder o mandato. | Realizado |
| 6 de abril    | 6 de abril    | Data-limite para todas as legendas e federações partidárias obterem o registro dos estatutos no TSE e para todos os candidatos terem domicílio eleitoral na circunscrição em que desejam disputar as eleições com a filiação deferida pelo partido. | Realizado |
| 15 de maio    | 15 de maio    | Início da campanha de arrecadação prévia de recursos na modalidade de financiamento coletivo para pré-candidatos, sem realização de pedidos de voto e obedecendo a regras relativas à propaganda eleitoral na Internet.                             | Realizado |
| 20 de julho   | 5 de agosto   | Realização de convenções partidárias para deliberar sobre coligações e escolher candidatos às prefeituras e aos cargos de vereador. Os partidos têm até 15 de agosto para registrar os nomes na Justiça Eleitoral.                                  | Realizado |
| 16 de agosto  | 16 de agosto  | Início das campanhas eleitorais de forma igualitária, podendo qualquer publicidade ou manifestação com pedido explícito de voto antes da data ser considerada irregular e multada.                                                                  | Realizado |
| 30 de agosto  | 3 de outubro  | Veiculação da propaganda eleitoral gratuita no rádio e na televisão. | Realizado |
| 6 de outubro  | 6 de outubro  | Realização do primeiro turno das eleições municipais. | Realizado |
| 11 de outubro | 25 de outubro | Veiculação da propaganda eleitoral gratuita no rádio e na televisão para o segundo turno. | Realizado |
| 27 de outubro | 27 de outubro | Realização de um eventual segundo turno nas cidades com mais de 200 mil eleitores em que o candidato a prefeito mais votado não tenha atingido a metade mais um dos votos válidos.                                                                  | Realizado |

## Candidatos à prefeitura
Entre os dias 20 de julho e 5 de agosto, segundo determina a lei eleitoral, os partidos definiram os seus candidatos que estão relacionados na tabela abaixo: 
| Prefeito(a)  | Prefeito(a)             | Prefeito(a)       | Prefeito(a)       | Cargo político anterior                                  | Vice-prefeito(a) | Vice-prefeito(a)   | Vice-prefeito(a)  | Vice-prefeito(a)    | Coligação | Número eleitoral | Tempo de horário eleitoral na rádio | Ref.                |
| Candidato(a) | Candidato(a)            | Partido Federação | Partido Federação | Cargo político anterior                                  | Candidato(a)     | Candidato(a)       | Partido Federação | Partido Federação   | Coligação | Número eleitoral | Tempo de horário eleitoral na rádio | Ref.                |
| ------------ | ----------------------- | ----------------- | ----------------- | -------------------------------------------------------- | ---------------- | ------------------ | ----------------- | ------------------- | --- | ---------------- | ----------------------------------- | ------------------- |
|              | Clenilza Panato         |                   | PCO               | Sem cargo político anterior                              |                  | Carlos Lázaro      |                   | PCO                 | Sem coligação                                                                                                 | 29               | Sem direito ao horário eleitoral    | [ 6 ]               |
|              | Coronel Edson Sardano   |                   | NOVO              | Vereador de Santo André (2013–2025)                      |                  | José Luiz Colleoni |                   | NOVO                | Sem coligação                                                                                                 | 30               | Sem direito ao horário eleitoral    | [ 7 ]               |
|              | Eduardo Leite           |                   | PSB               | Vereador de Santo André (2013–2024)                      |                  | Fabiana Marangoni  |                   | UNIÃO               | Pra Santo André Avançar Ainda Mais (PSB, UNIÃO, PP, DC e PMB)                                                 | 40               | 2 minutos e 25 segundos             | [ 8 ]               |
|              | Gilvan Ferreira         |                   | PSDB              | Secretário de Ações Governamentais de Santo André (2024) |                  | Silvana Medeiros   |                   | Avante              | Caminho Certo, Futuro Seguro (Fed. PSDB Cidadania, Avante, MDB, PODE, PRD, PSD, Solidariedade e Republicanos) | 45               | 3 minutos e 16 segundos             | [ 9 ] [ 10 ] [ 11 ] |
|              | Luiz Zacarias           |                   | PL                | Vice-prefeito de Santo André (2017–2024)                 |                  | Capitão Lemos      |                   | PL                  | Sem coligação                                                                                                 | 22               | 2 minutos e 2 segundos              | [ 12 ]              |
|              | Professora Bete Siraque |                   | PT                | Vereadora de Santo André (2013–2021)                     |                  | Bruno Daniel       |                   | PSOL Fed. PSOL REDE | Santo André do Futuro (FE Brasil [PT, PCdoB e PV], Fed. PSOL REDE e PDT)                                      | 13               | 2 minutos e 16 segundos             | [ 13 ] [ 14 ]       |

Candidatos desistentes
| Prefeito      | Prefeito | Prefeito | Cargo político anterior     | Vice-prefeito | Vice-prefeito | Vice-prefeito | Coligação     | Número eleitoral | Ref.          |
| Candidato     | Partido  | Partido  | Cargo político anterior     | Candidato     | Partido       | Partido       | Coligação     | Número eleitoral | Ref.          |
| ------------- | -------- | -------- | --------------------------- | ------------- | ------------- | ------------- | ------------- | ---------------- | ------------- |
| André do Viva |          | PRTB     | Sem cargo político anterior | Marcelo Diniz |               | PRTB          | Sem coligação | 28               | [ 15 ] [ 16 ] |

### Clenilza Panato (PCO)
Clenilza Panato, socióloga e servidora pública aposentada se lançou candidata a um cargo público pela primeira vez em 2020, quando concorreu a uma vaga a Câmara dos Deputados mas não foi eleita. O Partido da Causa Operária lançou-a como candidata no dia 15 de agosto, último dia antes do início oficial da campanha eleitoral.

### Coronel Edson Sardano (NOVO)
Edson Sardano, vereador eleito em 2012 e atualmente no seu terceiro mandato, se filiou ao Partido Novo no dia 8 de março, vindo do Partido Social Democrático. Lançou a sua pré-candidatura oito dias depois e confirmou-a em convenção no dia 28 de julho.

### Eduardo Leite (PSB)
Eduardo Leite, na época vereador no seu terceiro mandato, se filiou ao PSB no dia 4 de agosto de 2023 e lançou a sua pré-candidatura ao Paço Municipal no dia 27 de maio, tendo a sua candidatura confirmada pelo seu partido no dia 27 de julho. Leite teve o apoio do União Brasil, do Progressistas, da Democracia Cristã e do Partido da Mulher Brasileira.

### Gilvan Júnior (PSDB)
O então prefeito de Santo André, Paulo Serra, do Partido da Social Democracia Brasileira, apoiou o candidato Gilvan Junior, que ocupava a Secretaria de Ações Governamentais da sua gestão e que também foi, entre 2021 e 2024, Secretário da Saúde do município. Gilvan recebeu o apoio do Cidadania — partido em federação com o PSDB —, do Avante, do Movimento Democrático Brasileiro, do Podemos, do Partido Renovação Democrática, do Partido Social Democrático, do Solidariedade e do Republicanos.

### Luiz Zacarias (PL)
Luiz Zacarias, então vice-prefeito eleito na chapa de Serra nas últimas duas eleições, e filiado ao Partido Liberal desde 2021, rompeu com o atual prefeito para se lançar como pré-candidato pelo seu próprio partido no dia 11 de março de 2024. A princípio, o vice-prefeito contava com o apoio do Republicanos, do Progressistas e do União Brasil; porém, o candidato acabou perdendo o apoio desses partidos, que decidiram apoiar as candidaturas de Gilvan Junior e de Eduardo Leite no período de realização de convenções. Zacarias teve a sua candidatura confirmada pelo seu partido no dia 6 de agosto.

### Professora Bete Siraque (PT)
Bete Siraque, ex-vereadora entre os anos de 2013 e 2021, é filiada ao Partido dos Trabalhadores, partido pelo qual foi candidata à prefeitura na eleição anterior, na qual recebeu 7,3% dos votos, ficando na segunda colocação atrás de Paulo Serra, que foi eleito. Nessa eleição, o PT formou coligação com o PSOL, que indicou, como parte da candidatura, Bruno Daniel, irmão do ex-prefeito Celso Daniel, assassinado em 2002 no seu segundo mandato.

### Candidaturas abandonadas
Apenas uma candidatura que havia sido definida em convenção foi cancelada: a do comunicador André do Viva, do Partido Renovador Trabalhista Brasileiro, que desistiu da candidatura no dia 14 de agosto, nove dias após oficializá-la.

## Pesquisas eleitorais

### Primeiro turno
| Fonte                 | Data(s) conduzidas | Amostragem | Gilvan PSDB | Siraque PT | Zacarias PL | Leite PSB | Sardano NOVO | Clenilza PCO | André PRTB | B/N   | NS/NR | Vantagem | Notas      |
| --------------------- | ------------------ | ---------- | ----------- | ---------- | ----------- | --------- | ------------ | ------------ | ---------- | ----- | ----- | -------- | ---------- |
| Fonte                 | Data(s) conduzidas | Amostragem |             |            |             |           |              |              |            | B/N   | NS/NR | Vantagem | Notas      |
| Resultado final       | 6 de outubro       | -          | 60,98%      | 15,88%     | 11,35%      | 9,70%     | 1,96%        | 0,12%        | —          | 4,69% | —     | 45,1%    | -          |
| Pesquisas estimuladas |                    |            |             |            |             |           |              |              |            |       |       |          |            |
| Real Time Big Data    | 2-3 de outubro     | 1 000      | 55%         | 15%        | 5%          | 7%        | 2%           | 0%           | —          | 9%    | 7%    | 40%      | -          |
| Paraná Pesquisas      | 26-30 de setembro  | 710        | 46,3%       | 13,4%      | 12,1%       | 13%       | 2,8%         | 0,6%         | —          | 6,5%  | 5,4%  | 32,9%    | -          |
| Real Time Big Data    | 23-24 de setembro  | 1 000      | 45%         | 14%        | 8%          | 8%        | 2%           | 0%           | —          | 9%    | 14%   | 31%      | -          |
| Vox Opinião           | 20-21 de setembro  | 800        | 34,3%       | 12,1%      | 11,2%       | 18,1%     | 4,1%         | 0,9%         | —          | 8,5%  | 10,1% | 22,2%    | –          |
| Paraná Pesquisas      | 09–12 de setembro  | 710        | 40,4%       | 13,4%      | 13,4%       | 12,1%     | 3,1%         | 0,7%         | —          | 9,9%  | 7%    | 27%      | –          |
| Real Time Big Data    | 3–4 de setembro    | 1 000      | 39%         | 11%        | 8%          | 9%        | 3%           | 0%           | —          | 10%   | 20%   | 28%      | –          |
| Paraná Pesquisas      | 6–11 de julho      | 710        | 22,4%       | 15,2%      | 14,5%       | 16,9%     | 5,9%         | —            | 4,4%       | 10,6% | 10,1% | 5,5%     | –          |
| Real Time Big Data    | 22–23 de julho     | 1 000      | 22%         | 12%        | 12%         | 15%       | 4%           | —            | 3%         | 11%   | 21%   | 7%       | –          |
| Pesquisas espontâneas |                    |            |             |            |             |           |              |              |            |       |       |          |            |
| Real Time Big Data    | 2-3 de outubro     | 1 000      | 35%         | 9%         | 4%          | 4%        | —            | —            | —          | 11%   | 34%   | 26%      | [ nota 1 ] |
| Paraná Pesquisas      | 26-30 de setembro  | 710        | 29%         | 5,4%       | 6,6%        | 4,9%      | 1,7%         | 0,3%         | —          | 5,4%  | 46,2% | 22,4%    | [ nota 2 ] |
| Paraná Pesquisas      | 26-30 de setembro  | 710        | 23,2%       | 4,1%       | 3,8%        | 3,7%      | 0,7%         | —            | —          | 7,3%  | 52,4% | 19,1%    | [ nota 3 ] |
| Real Time Big Data    | 09–12 de setembro  | 710        | 15%         | 5%         | 2%          | 3%        | —            | —            | —          | 13%   | 55%   | 10%      | [ nota 4 ] |
| Paraná Pesquisas      | 6–11 de julho      | 710        | 4,4%        | 1,8%       | 3,1%        | 2,1%      | 0,6%         | —            | 0,1%       | 6,2%  | 72,7% | 1,2%     | [ nota 5 ] |
| Real Time Big Data    | 22–23 de julho     | 1 000      | 3%          | 4%         | 2%          | 2%        | —            | —            | —          | 11%   | 62%   | 1%       | [ nota 6 ] |

## Debates
| Data    | Organização     | Mediação             | Presença  | Presença    | Presença    | Presença   | Presença       | Presença       | Ref.          |          |          |          |
| Data    | Organização     | Mediação             | Leite PSB | Gilvan PSDB | Zacarias PL | Siraque PT | Clenilza PCO   | Sardano NOVO   | Ref.          |          |          |          |
| Data    | Organização     | Mediação             | 1º turno  | 1º turno    | 1º turno    | 1º turno   | 1º turno       | 1º turno       | 1º turno      | 1º turno | 1º turno | 1º turno |
| ------- | --------------- | -------------------- | --------- | ----------- | ----------- | ---------- | -------------- | -------------- | ------------- | -------- | -------- | -------- |
| 13 set. | G1              | José Roberto Burnier | Presente  | Presente    | Presente    | Presente   | Não convidados | Não convidados | [ 30 ] [ 31 ] |          |          |          |
| 30 set. | Repórter Diário | Mariana Fanti        | Presente  | Ausente     | Presente    | Presente   | Não convidada  | Presente       | [ 32 ] [ 33 ] |          |          |          |

## Resultado
| Candidato (a)                                            | Vice                                                     | 1.º turno 6 de outubro de 2024 | 1.º turno 6 de outubro de 2024 |
| Candidato (a)                                            | Vice                                                     | Votação                        | Votação                        |
| Candidato (a)                                            | Vice                                                     | Total                          | %                              |
| -------------------------------------------------------- | -------------------------------------------------------- | ------------------------------ | ------------------------------ |
| Gilvan Ferreira (PSDB)                                   | Silvana Medeiros (Avante)                                | 221.410                        | 60,98%                         |
| Professora Bete Siraque (PT)                             | Bruno Daniel (PSOL)                                      | 57.665                         | 15,88%                         |
| Luiz Zacarias (PL)                                       | Capitão Lemos (PL)                                       | 41.224                         | 11,35%                         |
| Eduardo Leite (PSB)                                      | Fabiana Marangoni (UNIÃO)                                | 35.212                         | 9,70%                          |
| Coronel Sardano (NOVO)                                   | José Luiz Colleoni (NOVO)                                | 7.108                          | 1,96%                          |
| Clenilza (PCO)                                           | Carlos Lázaro (PCO)                                      | 439                            | 0,12%                          |
| → Total de votos válidos                                 | → Total de votos válidos                                 | 363.058                        | 87,27%                         |
| → Votos em branco                                        | → Votos em branco                                        | 19.524                         | 4,69%                          |
| → Votos nulos                                            | → Votos nulos                                            | 33.426                         | 8,03%                          |
| Total                                                    | Total                                                    | 416.008                        | 71,33%                         |
| Abstenções                                               | Abstenções                                               | 167.221                        | 28,67%                         |
| Total de inscritos                                       | Total de inscritos                                       | 583.229                        | 100%                           |
| Relação da população municipal ao total de votos válidos | Relação da população municipal ao total de votos válidos | 748.919                        | ~48,47%                        |
| Relação da população municipal ao total de inscritos     | Relação da população municipal ao total de inscritos     | 748.919                        | ~77,87%                        |

## Câmara de Vereadores
Para o quadriênio 2025-2028, foram eleitos 27 vereadores.
| Vereadores eleitos em Santo André - 2024 | Vereadores eleitos em Santo André - 2024 | Vereadores eleitos em Santo André - 2024 | Vereadores eleitos em Santo André - 2024 | Vereadores eleitos em Santo André - 2024 |
| Candidato (a)                            | Partido                                  | Federação                                | Votação                                  | Votação                                  |
| Candidato (a)                            | Partido                                  | Federação                                | Votos                                    | %                                        |
| ---------------------------------------- | ---------------------------------------- | ---------------------------------------- | ---------------------------------------- | ---------------------------------------- |
| Bahia Do Lava Rápido                     | PSDB                                     | Fed.PSDB Cidadania                       | 10.288                                   | 2,86%                                    |
| Dra. Ana Veterinária                     | PSD                                      |                                          | 7.137                                    | 1,98%                                    |
| William Lago                             | PL                                       |                                          | 5.985                                    | 1,66%                                    |
| Pedrinho Botaro                          | PSDB                                     | Fed.PSDB Cidadania                       | 5.873                                    | 1,63%                                    |
| Ricardo Alvarez                          | PSOL                                     | Fed.PSOL Rede                            | 5.606                                    | 1,56%                                    |
| Rodolfo Silva Donetti                    | Cidadania                                | Fed.PSDB Cidadania                       | 5.352                                    | 1,49%                                    |
| Major Vitor Santos                       | PL                                       |                                          | 4.932                                    | 1,37%                                    |
| Jobert Alexandrino                       | PODE                                     |                                          | 4.949                                    | 1,37%                                    |
| Evilasio Santana Santos (Bahia)          | PSDB                                     | Fed.PSDB Cidadania                       | 4.904                                    | 1,36%                                    |
| Lucas Zacarias                           | PL                                       |                                          | 4.712                                    | 1,31%                                    |
| Osvaldo Lourenço de Brito Neto           | UNIÃO                                    |                                          | 4.662                                    | 1,29%                                    |
| Almir Roberto Cicote                     | Avante                                   |                                          | 4.622                                    | 1,28%                                    |
| Diego Cabral                             | MDB                                      |                                          | 4.401                                    | 1,22%                                    |
| Carlos Ferreira                          | MDB                                      |                                          | 4.270                                    | 1,19%                                    |
| Dr. Fábio Lopes                          | Cidadania                                | Fed.PSDB Cidadania                       | 4.005                                    | 1,11%                                    |
| Marcelo Chehade                          | PSDB                                     | Fed.PSDB Cidadania                       | 3.903                                    | 1,08%                                    |
| Wagner Lima                              | PT                                       | Fe.Brasil                                | 3.788                                    | 1,05%                                    |
| Danilo Santana Reis                      | Avante                                   |                                          | 3.591                                    | 1,00%                                    |
| Edilson Santos                           | PRD                                      |                                          | 3.574                                    | 0,99%                                    |
| Toninho Caiçara                          | PODE                                     |                                          | 3.342                                    | 0,93%                                    |
| Edilson Bruno de Moura Brandão (Nino)    | Avante                                   |                                          | 3.191                                    | 0,89%                                    |
| Tiago Nogueira                           | PT                                       | Fe.Brasil                                | 3.159                                    | 0,88%                                    |
| Denis Silva Pinto                        | Solidariedade                            |                                          | 3.135                                    | 0,87%                                    |
| José Teixeira Mendes                     | Solidariedade                            |                                          | 2.972                                    | 0,82%                                    |
| Clóvis Girardi                           | PT                                       | Fe.Brasil                                | 2.917                                    | 0,81%                                    |
| Valter Luiz da Silva                     | PSD                                      |                                          | 2.759                                    | 0,77%                                    |
| Marcos Cortez                            | PSB                                      |                                          | 2.524                                    | 0,70%                                    |

| Legenda | Legenda      |
| ------- | ------------ |
|         | Reeleito (a) |